# Kostensenkung
Unter Kostensenkung versteht man alle Maßnahmen im Rahmen des Kostenmanagements und Controllings von Unternehmen und öffentlicher Verwaltung, die auf die Verminderung der Gesamtkosten abzielen.
Das Unternehmensziel der Gewinnmaximierung kann erreicht werden durch Kostensenkung und/oder Steigerung der Umsatzerlöse. Bleiben die Umsätze konstant, kann nur eine Kostensenkung zur Gewinnmaximierung führen. Kostensenkungen können auf externe Ursachen zurückzuführen sein, wenn beispielsweise die Rohstoffpreise sinken und sich damit die Anschaffungskosten verringern (englisch windfall profits). An dieser Stelle werden lediglich die im Rahmen des Kostenmanagements von Unternehmen vorgenommenen Maßnahmen zur Kostensenkung behandelt.
Kostensenkungsmaßnahmen als Teil des Kostenmanagements stellen ein Unterziel der Gewinnmaximierung dar und sollen den Unternehmen Kostenvorteile im Wettbewerb verschaffen. Oft bilden Kostensenkungsmaßnahmen die Reaktion auf Unternehmenskrisen und werden dann zur Hauptaufgabe im Rahmen einer Sanierung, doch sollten Unternehmen oder öffentliche Verwaltung permanent Kostensenkungsprogramme im Rahmen des Kostenmanagements installieren, um derartigen Krisen vorzubeugen.

## Ablauforganisation
Die Ablauforganisation der Kostensenkung teilt sich in Hauptphasen, die in folgenden Teilprozessen eines Unternehmensprozesses organisiert werden:
| Unternehmensprozess  | Bemerkungen |
| -------------------- | --- |
| Informationsprozess  | Gibt es Kostensenkungshindernisse durch Gesetz, Tarifvertrag oder aus politischen, sozialen oder betriebsinternen Gründen?                    |
| Analyseprozess       | Aufdeckung von Schwachstellen durch Schwachstellenanalyse, Sammeln der Ergebnisse, Analyse der Kostentreiber, Wertanalyse, Zielkostenrechnung |
| Entscheidungsprozess | Entscheidung für oder gegen Kostensenkungen                                                                                                   |
| Maßnahmenprozess     | Durchführung von Kostensenkungsmaßnahmen auf Grundlage einer Terminplanung, Optimierung der Geschäftsprozesse                                 |
| Kontrollprozess      | periodische Überwachung und Kontrolle durch Soll-Ist-Vergleich im Rahmen der Abweichungsanalyse                                               |

Bei der Entscheidung für Kostensenkungen werden in einem nächsten Schritt die einzelnen Kostenarten auf ihr Kostensenkungspotenzial untersucht:
| Kostenart           | Bemerkungen |
| ------------------- | --- |
| Finanzierungskosten | ein wesentlicher Teil der Fremdfinanzierung ist durch Kreditverträge gesichert, Kreditzinsen sind deshalb meist nicht beeinflussbar                                                                                  |
| Materialkosten      | Senkung der Einkaufspreise (etwa durch Mengenrabatte oder Verhandlungsmacht) Verringerung der Fehlproduktion mit der Folge geringerer Fehlerkosten                                                                   |
| Personalkosten      | Lohnkosten: durch Tarifvertrag gebunden Lohnnebenkosten durch Arbeitsvertrag gebunden Sozialkosten durch Betriebsvereinbarung gebunden; nur freiwillige oder übertarifliche Leistungen unterliegen der Kostensenkung |
| Herstellungskosten  | Senkung durch Lean Production |
| Vertriebskosten     | Senkung der Transportkosten, Optimierung des Transportproblems |
| Verwaltungskosten   | Senkung durch Lean Administration insbesondere bei Verwaltungsgemeinkosten |
| Fixkosten           | Viele Fixkosten beruhen auf Verträgen wie Leasingvertrag, Mietvertrag oder Versicherungsvertrag, so dass die hieraus resultierenden Kosten (wie Versicherungsprämien) nicht beeinflussbar sind                       |
| Gemeinkosten        | Gemeinkostencontrolling, Gemeinkostenwertanalyse |

Hat die isolierte Kostensenkung in einer Kostenart eine Kostenerhöhung in einer anderen Kostenart zur Folge, und geht diese Kostenerhöhung über das Maß der Kostensenkung hinaus, so ist die Sparsamkeit und das Kostensenkungsziel nicht erfüllt. Bei Maßnahmen der Kostensenkung muss berücksichtigt werden, dass ein Teil der Fixkosten bei rückläufiger Beschäftigung nicht kurzfristig abgebaut werden kann (Kostenremanenz).
Die Analyse stellt den IST-Zustand aus der Kostenarten- und Kostenstellenrechnung fest und baut hierauf eine Schwachstellenanalyse auf. Diese ermöglicht die Aufstellung eines Kostensenkungskatalogs, dessen Hauptziel oft in der Senkung der Fixkosten liegt.
- Einfrieren oder Kürzen der Löhne und Gehälter,
- Deckelung oder Kappung des Budgets,
- Konsolidierung von Standorten,
- Verringerung der Fertigungstiefe, Outsourcing,
- Konzentration auf das Kerngeschäft.

Parallel zum Kostensenkungskatalog erfolgt die Erarbeitung eines Kostensenkungsziels. Unterstützen können hierbei die Cost-Driver-Analyse, Wertanalyse und Zielkostenrechnung.

## Wirtschaftliche Aspekte
Der Kostensenkung dienen die Rationalisierung und entsprechende Rationalisierungsinvestitionen. Eine geringere Fertigungstiefe wirkt ebenfalls kostensenkend (Eigenfertigung oder Fremdbezug). Diese kann etwa durch Outsourcing erreicht werden, das sowohl eine Kostensenkung als auch einen langfristigen Wettbewerbsvorteil bedeuten kann. Durch Massenproduktion wird das Gesetz der Massenproduktion wirksam, was ab einer bestimmten „Nutzschwelle“ Fixkostendegression zur Folge hat. Wird die Produkt- oder Dienstleistungsqualität bei konstantem Preis gesenkt, ist damit meist auch eine Kostensenkung verbunden. Dadurch ist jedoch eine Qualitätsführerschaft nicht mehr möglich. 
Bei unverändertem Output führen eingetretene Kostensenkungen zu einem Produktivitätszuwachs, der wiederum eine verbesserte Wirtschaftlichkeit nach sich ziehen kann. Personalkosten bilden bei den meisten Unternehmensarten einen bedeutenden Kostenfaktor im Rahmen von Kostensenkungsprogrammen, so dass die Verbesserung der Personalintensität oft mit Entlassungen einhergeht. Deshalb werden Kostensenkungsmaßnahmen häufig mit Entlassungen – im Extremfall mit Massenentlassungen – assoziiert. Durch konsequente Kostensenkungsmaßnahmen kann ein Unternehmen seine Kostenführerschaft erhalten oder erreichen. Diese Strategie kann mit der Beobachtung begründet werden, dass ein Unternehmen nach einem Preiskrieg auch dann noch Gewinn erwirtschaften kann, wenn alle anderen Konkurrenten in die Verlustzone geraten sind. Kostenführerschaft ist oft Voraussetzung für Preisführerschaft. Kostensenkungen haben damit einen früheren Eintritt in die Gewinnschwelle zur Folge. Übermäßige Kostensenkung kann die Produktivität, die Produktqualität oder die Wertschöpfung des Unternehmens beeinträchtigen.

## Sonstiges
Im Gesundheitswesen wird von Kostendämpfung gesprochen.